# Miedniewice (województwo mazowieckie)
Miedniewice – wieś w Polsce położona w województwie mazowieckim, w powiecie żyrardowskim, w gminie Wiskitki. Ma status sołectwa. Położona przy granicy Bolimowskiego Parku Krajobrazowego. 
We wsi ma siedzibę rzymskokatolicka parafia Nawiedzenia Najświętszej Maryi Panny z sanktuarium maryjnym – Matki Bożej Świętorodzinnej.
| SIMC    | Nazwa               | Rodzaj    |
| ------- | ------------------- | --------- |
| 0739426 | Miedniewice-Kolonia | część wsi |
| 0739432 | Miedniewice-Łąki    | część wsi |
| 0739449 | Miedniewice-Parcela | część wsi |

Wieś szlachecka położona była w drugiej połowie XVI wieku w powiecie sochaczewskim ziemi sochaczewskiej województwa rawskiego. Do 1954 roku siedziba gminy Guzów. W latach 1954–1968 wieś należała i była siedzibą władz gromady Miedniewice, po jej zniesieniu w gromadzie Guzów. W latach 1975–1998 miejscowość administracyjnie należała do województwa skierniewickiego.
Przez miejscowość przepływa niewielka rzeka Sucha, dopływ Bzury.
We wsi znajduje się barokowy kościół wybudowany w latach 1737-1748 projektu J. Fontany i T. Bellotiego, w którym znajduje się drzeworyt z XVII wieku przedstawiający Świętą Rodzinę przy posiłku. W 1677 obraz został uznany za cudowny i w 1767 koronowany. Kościelne organy w renesansowo-barokowym stylu zbudowane zostały na początku XIX wieku przez organmistrza Karola Żałkiewicza. Wyposażone są w zabytkową, mechaniczną trakturę gry i rejestrów.
Obok kościoła dawny klasztor reformatów (obecnie klasztor klarysek) wybudowany w latach 1692–1705. Co roku, w sierpniu, jest jednym z przystanków na drodze pątników Warszawskiej Akademickiej Pielgrzymki Metropolitalnej w drodze na Jasną Górę. Kompleks znajduje się na szlaku Perły Mazowsza w jego pętli zachodniej.
Z Miedniewic pochodził znany kardiochirurg i polityk Zbigniew Religa.